# LP!
| Críticas profissionais | Críticas profissionais |
| Pontuações agregadas   | Pontuações agregadas   |
| Fonte                  | Avaliação              |
| ---------------------- | ---------------------- |
| Metacritic             | 82/100                 |
| Avaliações da crítica  |                        |
| Fonte                  | Avaliação              |
| Clash                  | 9/10                   |
| HipHopDX               | 3.7/5                  |
| The Line of Best Fit   | 9/10                   |
| NME                    | [ 7 ]                  |
| Pitchfork              | 7.3/10                 |

LP! é o quarto álbum de estúdio do rapper americano JPEGMafia. Lançado em 22 de outubro de 2021, no seu 32º aniversário, LP! é o último álbum de estúdio de JPEGMafia lançado pela Republic Records e EQT Recordings. LP! tem duas versões: uma versão "online", lançada nas plataformas de streaming, e uma versão "offline", lançada no YouTube, SoundCloud e Bandcamp, com uma lista de faixas ligeiramente diferente devido a questões relacionadas a samples. O álbum conta com participações de DatPiffMafia, Kimbra, Tkay Maidza e Denzel Curry (somente na versão online).
Após o lançamento, LP! foi amplamente aclamado pela crítica musical, com alguns críticos nomeando a versão offline como o melhor álbum de JPEGMafia.
Em 22 de dezembro de 2022, JPEGMafia lançou uma versão remasterizada da versão "offline" em vinil, CD e pen drive.
Em 23 de maio de 2023, JPEGMafia lançou a versão remasterizada "offline" nas plataformas de streaming.

## Lista de faixas
Todas as faixas escritas e produzidas por JPEGMafia, exceto em "Nemo!", produzida por JPEGMafia junto com Buzzy Lee .
| LP! – Versão offline |                                                 |         |  |
| N.º                  | Título                                          | Duração |  |
| 1.                   | "Trust!"                                        | 2:15    |  |
| 2.                   | "Dirty!"                                        | 1:59    |  |
| 3.                   | "Nemo!"                                         | 2:07    |  |
| 4.                   | "End Credits!"                                  | 1:45    |  |
| 5.                   | "Hazard Duty Pay!"                              | 2:37    |  |
| 6.                   | "God Don't Like Ugly!"                          | 1:18    |  |
| 7.                   | "What Kinda Rappin' Is This?"                   | 3:10    |  |
| 8.                   | "Thots Prayer!"                                 | 3:13    |  |
| 9.                   | "Are U Happy?"                                  | 3:03    |  |
| 10.                  | "Rebound!" (com DatPiffMafia)                   | 3:35    |  |
| 11.                  | "💯"                                            | 1:59    |  |
| 12.                  | "OG!"                                           | 1:32    |  |
| 13.                  | "Dikembe!"                                      | 3:02    |  |
| 14.                  | "Tired, Nervous & Broke!" (com Kimbra)          | 5:26    |  |
| 15.                  | "🔥"                                            | 3:25    |  |
| 16.                  | "Nice!"                                         | 4:00    |  |
| 17.                  | "BMT!"                                          | 2:22    |  |
| 18.                  | "The Ghost of Ranking Dread!" (com Tkay Maidza) | 3:29    |  |
| 19.                  | "Dam! Dam! Dam!"                                | 3:33    |  |
| 20.                  | "Sem título"                                    | 2:42    |  |
| Duração total:       | Duração total:                                  | 56:50   |  |

| LP! – Versão online |                                                 |         |  |
| N.º                 | Título                                          | Duração |  |
| 1.                  | "Trust!"                                        | 2:14    |  |
| 2.                  | "Dirty!"                                        | 2:00    |  |
| 3.                  | "Nemo!"                                         | 2:07    |  |
| 4.                  | "End Credits!"                                  | 1:55    |  |
| 5.                  | "What Kind of Rappin' Is This?"                 | 1:52    |  |
| 6.                  | "Thot's Prayer!"                                | 3:07    |  |
| 7.                  | "Are U Happy?"                                  | 3:05    |  |
| 8.                  | "Rebound!" (com DatPiffMafia)                   | 3:44    |  |
| 9.                  | "OG!"                                           | 1:35    |  |
| 10.                 | "Dam! Dam! Dam!"                                | 3:29    |  |
| 11.                 | "Sick, Nervous & Broke!"                        | 5:24    |  |
| 12.                 | "Kissy Face Emoji!"                             | 3:25    |  |
| 13.                 | "Nice!"                                         | 1:36    |  |
| 14.                 | "BMT!"                                          | 2:22    |  |
| 15.                 | "The Ghost of Ranking Dread!" (com Tkay Maidza) | 3:27    |  |
| 16.                 | "Cutie Pie!"                                    | 2:26    |  |
| 17.                 | "Bald!"                                         | 2:32    |  |
| 18.                 | "Bald! Remix" (com Denzel Curry)                | 2:33    |  |
| Duração total:      | Duração total:                                  | 49:02   |  |

Notas
- Na versão offline, as seguintes coisas são diferentes do lançamento online em serviços de streaming:
  - "Bald!", "Bald! Remix" e "Cutie Pie!" estão excluídas da lista de faixas.
  - "Hazard Duty Pay!", "God Don't Like Ugly!", "💯", "Dikembe!", "Untitled" são adicionadas à lista de faixas.
  - "Kissy Face Emoji!" está listado como "🔥", "Que tipo de rap é esse?" está listado como "What Kinda Rappin' Is This?" e "Sick, Nervous & Broke!" está listado como "Tired, Nervous & Broke!".
  - "End Credits!" foi acelerado, mudando sua duração de 1:55 para 1:47.
  - "What Kinda Rappin' Is This?" foi estendido, mudando sua duração de 1:52 para 3:08.
- "End Credits" contém uma amostra do lutador profissional aposentado Arn Anderson fazendo uma promo sobre Cody Rhodes durante um episódio do AEW Dynamite em 29 de setembro de 2021.[10]
- "Thot's Prayer" contém uma interpolação de " ...Baby One More Time " de Britney Spears .
- "Bald!" e "Bald! Remix" contêm samples de "Move Me" de Kohta Takahashi (da trilha sonora do videogame de corrida R4: Ridge Racer Type 4 ).

## Off-line!
As faixas incluídas na versão "offline" foram oficialmente adicionadas aos serviços de streaming na forma de um EP, intitulado Offline! em 24 de fevereiro de 2022. Em junho de 2023, o título do EP foi alterado para Offline sem o ponto de exclamação para diferenciá-lo da versão totalmente carregada da versão "offline" do álbum, que foi remasterizada, que usa o ponto de exclamação.
Todas as faixas foram escritas e produzidas por JPEGMafia.
| Offline!       |                        |         |  |
| N.º            | Título                 | Duração |  |
| 1.             | "Hazard Duty Pay!"     |         |  |
| 2.             | "Dikembe!"             |         |  |
| 3.             | "God Don't Like Ugly!" |         |  |
| 4.             | "Untitled"             |         |  |
| 5.             | "100 Emoji!"           |         |  |
| Duração total: | Duração total:         | 11:36   |  |

Notas
- "💯" está listado como "100 Emoji!"

## Pessoal
Créditos adaptados do livreto digital.
- JPEGMafia – produção, composição, mixagem, masterização (todas as faixas), piano ("Tired, Nervous & Broke")
- DatPiffMafia – vocais de destaque, composição ("Rebound!")
- Tkay Maidza – vocais de destaque, composição ("The Ghost of Ranking Dread!")
- Denzel Curry – vocais de destaque, composição ("Bald! Remix")
- Alex Goose – replay de amostra ("Hazard Duty Pay")
- Buzzy Lee – produção adicional ("Nemo!")
- Kimbra – vocais adicionais ("Tired, Nervous & Broke")